# Тягун (Зоринський район)
Тягу́н (рос. Тягун) — селище у складі Зоринського району Алтайського краю, Росія. Адміністративний центр Тягунської сільської ради.

## Населення
Населення — 2018 осіб (2010; 2188 у 2002).
Національний склад (станом на 2002 рік):
- росіяни — 97 %